# Eugenia mozomboensis
Eugenia mozomboensis là một loài thực vật thuộc họ Myrtaceae. Đây là loài đặc hữu của México. Chúng hiện đang bị đe dọa vì mất môi trường sống.